# Mira (album)
Mira – pierwszy w dorobku Breakout album sygnowany nazwiskiem jego wokalistki Miry Kubasińskiej, wydany w tym samym roku co przebojowy Blues. Zawierał muzykę bliską zainteresowaniom Miry Kubasińskiej. Obok bluesa i rocka, dominujących na poprzednich albumach Breakoutu, znalazło się na nim kilka utworów bliższych konwencjonalnej muzyce pop.

## Spis utworów
Strona A
| 1. | „Do kogo idziesz” (muz. T. Nalepa – sł. B. Loebl)                | 5:56  |
|    |                                                                  |       |
| 2. | „W co mam wierzyć” (muz. T. Nalepa – sł. B. Loebl)               | 5:20  |
|    |                                                                  |       |
| 3. | „Tysiąc razy kocham” (muz. T. Nalepa – sł. A. Płocki, J. Tomasz) | 4:10  |
|    |                                                                  |       |
| 4. | „Zapytam ptaków” (muz. T. Nalepa – sł. B. Loebl)                 | 2:27  |
|    |                                                                  |       |
|    |                                                                  | 17:53 |
|    |                                                                  |       |
Strona B
| 1. | „Kwiaty nam powiędły” (muz. T. Nalepa – sł. B. Loebl) | 3:56  |
|    |                                                       |       |
| 2. | „A miałeś przyjść” (muz. T. Nalepa – sł. B. Loebl)    | 5:38  |
|    |                                                       |       |
| 3. | „Byłeś we śnie tylko” (muz. T. Nalepa – sł. B. Loebl) | 2:11  |
|    |                                                       |       |
| 4. | „Luiza” (muz. T. Nalepa – sł. B. Loebl)               | 4:26  |
|    |                                                       |       |
| 5. | „Miałam cały świat” (muz. ludowa – sł. Z. Stawecki)   | 2:43  |
|    |                                                       |       |
|    |                                                       | 18:54 |
|    |                                                       |       |

## Skład
- Mira Kubasińska – śpiew
- Tadeusz Nalepa – gitara
- Jerzy Goleniewski – gitara basowa
- Jan Mazurek – perkusja
- Tadeusz Trzciński – harmonijka
- Włodzimierz Nahorny – flet, saksofon altowy